# Fritz Horn (Ingenieur)
Fritz Horn (* 9. Oktober 1880 in Elbing; † 11. Januar 1972 in Berlin) war ein deutscher Schiffbauingenieur und Professor.

## Ausbildung
Horn hatte nach seinem Abitur an der Berliner Technischen Hochschule (TH) Schiffbau studiert. Seine Diplomprüfung bestand er 1903 mit Auszeichnung. Mit seiner 1910 vorgelegten Dissertation Die dynamischen Wirkungen der Wellenbewegung auf die Längsbeanspruchung des Schiffskörpers war er einer der ersten Doktor-Ingenieure im Schiffbau. 1912 habilitierte er sich an der TH Danzig auf dem Gebiet der Schiffsschwingungen.

## Industrietätigkeit
Er widmete sich von 1903 bis 1925 einer längeren Tätigkeit im Konstruktionsbüro der Germaniawerft in Kiel, als Leiter der U-Bootkonstruktion der Kaiserlichen Werft Danzig und in der wissenschaftlichen Abteilung der Deutschen Werft in Hamburg. Seine Tätigkeit als Nachfolger von Karl Schaffran führte ihn ab 1925 wieder nach Berlin, hier leitete er die Abteilung Schiffbau der Preußischen Versuchsanstalt für Wasserbau und Schiffbau.

## Hochschultätigkeit
Als Nachfolger für Oswald Flamm, dem 1927 emeritierten Ordinarius des Lehrstuhls für „Theorie und Entwerfen von Schiffen“ nahm Horn 1928 den Ruf an die TH auf den Lehrstuhl für Theorie des Schiffes an, den man durch Abtrennung neu geschaffen hatte. Hier setzte Horn seine grundlegenden Forschungen in vielen Zweigen der Schiffstheorie fort und baute in seinem Fach eine vorbildliche, systembildende Lehre auf. In vielen Vorträgen und Veröffentlichungen stellte er der Fachwelt seine Forschungsergebnisse in der Schiffstheorie vor.
Horn hatte für komplexe physikalische Phänomene oft einfache, argumentativ gut untermauerte, theoretische Erklärungen. Viele Fragen der Schiffstheorie, die Euler schon aufgeworfen und mit den Mitteln seiner Zeit behandelt hatte, fanden in dieser Phase mit Hilfe moderner Erkenntnisse und Methoden eine abschließende, physikalisch gesicherte Antwort. Horns Beiträge zu dieser Entwicklung haben auch international in der Wissenschaft und in der Praxis des Schiffbaus hohe Anerkennung gefunden. 1950 wurde ihm von der Technischen Hochschule Karlsruhe für seine wissenschaftlichen Verdienste die Ehrendoktorwürde verliehen. Horn wurde 1952 emeritiert, leitete die Versuchsanstalt für Wasserbau und Schiffbau jedoch bis 1953. Er gehörte dem Verein Deutscher Ingenieure (VDI) mit der Mitgliedsnummer 10150 an.

## Ehrungen
- 1956: Großes Verdienstkreuz der Bundesrepublik Deutschland

## Werke
- F. Horn: Zur Theorie der Frahmschen Schlingerdämpfungstanks. In: Jahrbuch der Schiffbautechnischen Gesellschaft. Band 12, 1911, S. 453–480.
- Das Schaufelrad im Modellversuch : 2 Berichte der Schiffbautechnischen Versuchsanstalt Wien. Springer, Wien 1952.